# Lepljivka
Navadna lepljivka (znanstveno ime Pittosporum tobira) je vrsta sladko dišeče cvetoče rastline pittosporum iz družine Pittosporaceae, znana pod več splošnimi imeni v raznih jezikih, kot: avstralski lovorikovec, japonski pittosporumom, lažna pomaranča. Doma je na Japonskem (južno od Kanta), Kitajskem, Tajvanu in Koreji, vendar se po vsem svetu uporablja kot okrasna rastlina pri urejanju okolice in kot rezano listje.

## Opis
Je zimzelen grm, ki lahko doseže 10 m višine in 3 m širine in lahko postane podoben drevesu. Lahko se striže tudi v živo mejo. Listi so ovalne oblike z robovi, ki se zavihajo in merijo do 10 cm v dolžino. So usnjati, brez dlake, na zgornji strani temnejši in sijoči. Socvetje je grozd dišečih cvetov, ki se pojavljajo na koncih vej. Cvet ima pet belih cvetnih listov, vsak je dolg približno centimeter. Plod je dlakava, olesenela ovojnica, široka približno 1 cm, razdeljena na tri zaklopke. V notranjosti so črna semena v posteljici smolnate kaše.

### Razširjenost
Doma je v delih vzhodne Azije, vendar je bil uveden kot okrasna rastlina v mnogih delih sveta. Na Kitajskem ga najdemo v provinci Fudžian in je bila uvedena v več drugih. Na Japonskem ga najdemo na Honšuju in otokih Kjušu, Šikoku, pa tudi na otočju Rjukju. Najdemo ga tudi v Južni Koreji in severnem Tajvanu. Uveden je bil v dele Združenih držav in ga je mogoče najti v Kaliforniji, Severni Karolini, Georgii in Floridi in v Evropi.
Raste v gozdovih, apnenčastih območjih, pobočjih, peščenih morskih obalah in ob cestah, običajno do 1800 m nadmorske višine.

### Taksonomija in filogenija
P. tobira je ena od več kot 200 vrst rodu Pittosporum, ki vključuje tudi kōhūhū in tarata. Filogenetske raziskave kažejo, da so P. japonicum, P. glabratum, P. illicioides in P. balfouri tesno povezani.

## Imena in etimologija
Binomski kvalifikator tobira izhaja iz japonskega imena za rastlino. Ime rodu Pittosporum izhaja iz grških substantiv pitta (kar pomeni »smola«) in sporos (kar pomeni »seme«) glede na smolnato snov, ki obdaja seme.
Na Japonskem in Kitajskem, kjer je doma, je znan kot tobera (トベラ v japonščini) in hai tong hua shu (海桐花属 v kitajščini). Njegovo japonsko ime, tobera, izhaja iz tobira no ki, kar v grobem pomeni »drevo vrat«. To je zato, ker rastlina oddaja neprijeten vonj, ko se režejo listi ali veje, zato so jo med Setsubunom obešali na vrata skupaj z glavami sardin.
V slovenščini se imenuje navadni lepljivec, v angleščini je znan kot Japanese pittosporum, mock orange, Australian laurel in Japanese cheesewood. V nemščini je znan tudi kot klebsame (»kitajsko lepljivo seme«) ali pechsame (Pech = smola, katran, Same = seme). V švedščini se imenuje glansbuske (»sijajni grmi«). V brazilski portugalščini je znan kot lágrima-sabéia (»solza«), pau-de-incenso (»dišeča palčka«) ali pitósporo-japonês.

## Kemija
Čeprav se običajno ne šteje za užitno, je bila analizirana hranilna sestava semen ‘’P. tobira’’. Semena so večinoma sestavljena iz ogljikovih hidratov (71,3 %), medtem ko zaradi nizke vsebnosti maščobe (5,6 %) ni mogoče uvrstiti med mastna semena. Visoka vsebnost pepela lahko kaže na prisotnost znatnih količin anorganskih hranil v tej rastlini.
Skupna vsebnost fenolov je bila 102,7 mg ekvivalenta galne kisline na gram (GAE/g), medtem ko je bila skupna vsebnost flavonoidov 31,62 mg ekvivalenta katehina na gram suhe teže (CAE/g DW).
Analiza HPLC je pokazala prisotnost petih fenolnih kislin, med katerimi je največ kofeinske kisline (38,57 mg/g). Naslednje najpogostejše fenolne kisline so bile ferulinska kislina (20,07 mg/g), p-kumarinska kislina (12,85 mg/g), cimetova kislina (5,14 mg/g) in galna kislina (1,03 mg/g). Ugotovljeno je bilo, da 19 komponent predstavlja 89,5 % celotne vsebnosti eteričnega olja, pri čemer so najbolj prisotni oksigenirani seskviterpeni (57,5 %), sledijo pa jim seskviterpenski ogljikovodiki (11,8 %) in oksigenirani monoterpeni (6,7 %). Spatulenol je bil najbolj reprezentativna komponenta (48,0 %), sledijo izospatulenol (5,8 %), δ-elemen (4,2 %), λ-gurjunen (4,0 %) in kafra (3,7 %). Poleg tega je bilo ugotovljeno, da imajo eterična olja semen P. tobira pomembno antioksidativno delovanje.
Ugotovljeno je bilo, da metanolni izvlečki P. tobira pri 1000 μg/ml nadzorujejo več kot 90-odstotni razvoj glive Magnaporthe grisea, pomembnega patogena riža za komercialno proizvodnjo riža.

## Gojenje in uporaba
Ta grm je običajna rastlina za urejanje krajine, ki je odporna na sušo in je precej odporna. Razvitih je bilo veliko kultivarjev, vključno s pritlikavimi oblikami in priljubljeno 'Variegata', ki ima pestre liste. Uporablja se za žive meje, bivalne zaslone za zasebnost ter notranje in zunanje posode za sadike. Stebla, listi in posušeni plodovi se uporabljajo v cvetličnih aranžmajih.
P. tobira je primerna za sredozemsko podnebje, vendar je morda bolj občutljiva kot druge navadne okrasne rastline na stres, ki ga povzroča suša. Leta 2014 je študija, ki je primerjala učinke sušnega stresa pri petih običajnih okrasnih rastlinah, ugotovila, da je P. tobira edina rastlina, katere skupna suha biomasa je bila znatno prizadeta (z opaženim 19-odstotnim zmanjšanjem biomase). Rastlina je lahko uporabna tudi za ognjevarno urejanje okolice zaradi visoke bruto zgorevalne toplote. Ta rastlina je lahko povezana tudi z večjo škodo drugih rastlinskih vrst, če je tujerodna. Analiza 49 rastlinskih vrst na zelenih površinah v Madridu iz leta 2016 je pokazala, da je P. tobira med najverjetnejšimi grmi, ki so povezani s škodo na domorodnih rastlinskih vrstah.
Vrsta  in kultivar 'Variegatum' sta prejeli nagrado Royal Horticultural Society Award of Garden Merit.

## Ekologija in interakcije
Pogosti škodljivci te rastline so različne listne uši, pršice in ščitkarji, bombaževa blazinasta luska (Icerya purchasi) in koreninske ogorčice (Meloidogyne spp.). Napade jo lahko luknjičasta luskarica (Planchonia arabidis). Občutljiv je za glivični rastlinski patogen Erythricium salmonicolor, ki povzroča žolče in bolezen odmiranja, znano kot rožnati ožig vej.
Patogena rastlinska gliva Rhizoctonia solani tvori bele, mrežasto bazilične fruktifikacije na spodnjih straneh okuženih listov Pittosporum tobira.
Plodovi rastline niso strupeni, vendar niso užitni. Vendar pa jih na Japonskem jedo dlakavci in druge ptice. Lepljiva snov okoli semen omogoča, da se prilepijo na ptičji kljun in se prenašajo na velike razdalje. Smrad, ki se oddaja ob lomljenju, naj bi se razvil, da bi odganjal plenilce živali, ki iščejo hrano, vendar je priljubljen pri jelenu sika.

## Galerija
- Cvet japonske Pittosporum tobira
- Pittosporum tobira - MHNT
- Sadje in semena
- P. tobira raste v Italiji